# 411 (số)
411 (bốn trăm mười một) là một số tự nhiên ngay sau 410 và ngay trước 412.